# Phoebe Halliwell
Phoebe Halliwell (San Francisco, Kalifornija, 2. studenog 1975.) imaginarni je lik iz WB-ove televizijske serije Čarobnice, a glumi ju Alyssa Milano.

## Životopis
Phoebe Halliwell rođena je kao najmlađe dijete u obitelji Halliwell i to u obiteljskoj vili u Ulici Precott 1329 u San Franciscu. Njezini su roditelji majka Čarobnica Patricia Halliwell i smrtnik Victor Bennett. Ima dvije starije sestre, Prudence i Piper. Rođena je s moći predviđanja budućnosti, a kasnije je stekla moć levitiranja. Iako neozbiljna, romantična i veoma emotivna Phoebe je inteligentna djevojka koja je bila odlična učenica te je čak jednom osvojila nagradu za učenicu mjeseca. Prue joj je često prigovarala zbog neodgovornosti te se s njom uvijek prepirala pogotovo nakon što ju je smatrala krivom za prekid sa svojim zaručnikom kojeg je Phoebe navodno zavodila. Jednom je Phoebe uhvaćena u sitnoj krađi u dućanu te je to silno razočaralo njene sestre i baku s kojom su živjele. Saznanje da su Čarobnice i smrt njihove bake, Penelope Halliwell, sestre je ujedinilo. 

### Život kao Čarobnica
Šest mjeseci nakon bakine smrti Phoebe se vratila u San Francisco i doselila natrag sestrama. Isprva Prue nije bila nimalo ljubazna prema njoj. Phoebe je tada na tavanu našla Knjigu Sjenki i izrekla čaroliju kojom je nehotice prizvala moći sebi i sestrama. Tada su saznale da su vještice i koji je njihov zadatak. Ona je dobila moć predviđanja. Isprva je bila razočarana jer s moćima ne može sudjelovati u borbi, ali je kasnije shvatila da su i njene moći korisne. Moć levitiranja koju je stekla isprva nije mogla kontrolirati, no s vremenom ju je svladala.
Phoebe je od svih sestara najtalentiranija za pisanje čarolija. Ona je napisala čaroliju koja je uništila Izvor. Na sprovodu svoje sestre Prue, Phoebe je upoznala Paige Matthews za koju kasnije doznaje da je njena polusestra. Phoebe je često ona koja prva otkrije neku činjenicu, npr. ona je prva otkrila da su Čarobnice. Također je prva otkrila da je Leo anđeo čuvar, ali on ju je zamolio da nikome ne kaže. Moć predviđanja je Čarobnicama bila od znatne koristi, a Phoebe je ubrzo naučila primati i vizije iz prošlosti.
U svojoj vještičjoj "karijeri" puno je puta bila preobražena nesretnim slučajem npr. jednom se pod utjecajem zle čarolije preobrazila u sirenu, a jednom je postala zlo biće Banshee. 

## Ljubavni život
Phoebe je imala najburniji ljubavni život. Njena najveća dosadašnja ljubav bio je Cole Turner. Za njega se na kraju ispostavilo da je poludemon imenom Belthazor. No oni su se toliko voljeli da je Phoebe, nakon što se Cole sukobio i s Čarobnicama, lažirala njegovu smrt i uvjerila sve pa čak i sestre da je mrtav. Nakon otkrivene prevare Phoebe je uspjela uvjeriti sestre da on nije opasni demon, a na kraju su se njih dvoje i zaručili. Ne znajući, udajom za njega ona je prešla na tamnu stranu nakon što je on postao novi Izvor sveg zla. 
Neočekivano je doznala da nosi njegovo dijete kojem je suđeno da bude novi Izvor. No Čarobnice su spasile Phoebe i uništile Colea, iako se on kleo u svoju ljubav za Phoebe. On je ostao zatočen u međuprostoru i molio Phoebe da ga spasi. Na kraju se sam vratio s još većim moćima nego prije. Za to vrijeme je Phoebe bila u tijeku procesa za rastavu od njega. Cole je uporno htio nastaviti vezu, ali Phoebe je shvatila kako je opasno biti uz njega te je bila odlučna u odluci da ga više nikad ne vidi. Nakon konačnog uništenja Colea Phoebe je započela vezu sa svojim novim šefom. 

## Poslovni život
Nakon što je završila studij psihologije Phoebe je dobila posao kolumnistice u časopisu gdje je njena kolumna naslovljena kao "Pitaj Phoebe". Ubrzo je počela vezu s novim glavnim urednikom časopisa.